# Riccardo Forte (giornalista)
Riccardo Forte (San Giorgio a Cremano, 5 maggio 1904 – Roma, 22 dicembre 1993) è stato un giornalista italiano.

## Biografia
Lascia gli studi di ingegneria al Politecnico di Milano per seguire la vocazione di giornalista. È aiuto-corrispondente del Resto del Carlino da Parigi e poi corrispondente de La Stampa da Parigi e in seguito da Madrid (1932). La guerra civile segnerà la sua carriera. Porta la famiglia al sicuro in Francia a Saint-Jean-de-Luz e fa la spola sui vari fronti. Cattolico praticante e antifascista descrive nei suoi libri le atrocità della guerra civile commesse da entrambe le parti. Si stabilisce a Barcellona e poi a Lisbona, rientra in Italia nel 1944 su una nave militare statunitense che rimpatriava prigionieri di guerra italiani.
Nel dopoguerra dirige numerose testate come il Gazzettino di Venezia, il Corriere di Sicilia di Catania, la Gazzetta del Mezzogiorno a Bari, la Gazzetta del Popolo a Torino. Sul finire degli anni '50 fonda la NEA, agenzia di stampa indipendente specializzata in articoli di approfondimento, lavorando con numerosi quotidiani, soprattutto della provincia dell'Italia settentrionale e della Svizzera italiana. 
Negli ultimi anni di attività si dedica alla redazione delle effemeridi, ricercando le notizie quotidiane per la rassegna con gli eventi di 10 e 100 anni prima e l'approfondimento del "Santo del giorno", collezionando migliaia di storie di santi.
È autore di La mia amica ulcera (Nea Editrice), Sposerò mia moglie (Nea Editrice), Terrore a Madrid (Edizioni Carroccio) e alcune raccolte dei suoi articoli. 
Muore nel 1993 a Roma, nella villa di famiglia di Prato Lauro. Tra i suoi nipoti è Niccolò Rinaldi, anch'egli giornalista, oltre che politico e scrittore italiano. 